# 马永江
马永江（1914年—2004年），男，浙江杭县人，中国泌尿外科专家，曾任上海第二医学院教授，第六、七届全国政协委员。